# عزلة مرية (تعز)

تعديل مصدري - تعديل

عزلة مرية هي إحدى عزل مديرية ماوية في محافظة تعز اليمنية ويبلغ تعداد سكانها 6277 نسمة حسب التعداد السكاني في اليمن لعام 2004. وشيخ عزلة مرية هو الشيخ خالد المقرعي 

## روابط خارجية
- الجهاز المركزي للإحصاء بالجمهورية اليمنية
- المركز الوطني للمعلومات باليمن
- World Gazetteer:Yemen
- الدليل الشامل